# Mistrovství světa v alpském lyžování 2021 – sjezd žen
Sjezd žen na Mistrovství světa v alpském lyžování 2021 se konal v sobotu 13. února 2021 jako druhý ženský závod světového šampionátu v Cortině d'Ampezzo. Zahájení proběhlo v 11 hodin místního času. Do rychlostní disciplíny na sjezdovce Olympia delle Tofane nastoupilo 31 sjezdařek ze 16 států.
Dvojnásobnou obhájkyní zlata v „královské disciplíně“ ze Svatého Mořice 2017 a Åre 2019 byla slovinská lyžařka Ilka Štuhecová, která obsadila čtrnácté místo. Největší favoritka, úřadující olympijská šampionka Sofia Goggiová z Itálie, která v probíhající sezóně vyhrála čtyři z pěti sjezdů a v pátém byla druhá, si dva týdny před šampionátem zlomila horní část holenní kosti během odpočinkové jízdy na garmišské turistické sjezdovce namísto zrušeného závodu. V milánské nemocnici nemusela podstoupit operaci, ale sezóna pro ni skončila pro předpokládanou 45denní rekonvalescenci.

## Medailistky
Mistryní světa se poprvé stala 26letá Corinne Suterová, která tak vylepšila druhé místo z předchozího šampionátu v Åre 2019. Švýcarka se řadila k hlavním favoritkám, když v probíhající sezóně Světového poháru vyhrála v prosinci 2020 sjezd ve Val-d'Isère. Navázala na stříbro z úvodní závodu v superobřím slalomu. Na mistrovstvích světa získala z posledních čtyř závodů čtvrtou medaili.
Se ztrátou dvou desetin sekundy vybojovala stříbrný kov 24letá Němka Kira Weidleová, pro niž to byla první medaile z vrcholné lyžařské akce. V předchozí kariéře skončila dvakrát třetí ve sjezdu Světového poháru.
Bronz si odvezla 29letá Švýcarka Lara Gutová-Behramiová a nejrychlejší žena tréninku, jež v Cortině získala druhou medaili po úvodním zlatu ze Super-G. Ve sjezdu navázala na stříbro z Val-d'Isère 2009 a bronz z Beaver Creeku 2015. V rámci světových šampionátů si připsala sedmou medaili.

## Výsledky
| P                                        | SČ | lyžařka                 | stát                    | čas              | ztráta           |
| ---------------------------------------- | -- | ----------------------- | ----------------------- | ---------------- | ---------------- |
| Zlatá medaile                            | 7  | Corinne Suterová        | Švýcarsko               | 1:34,27          | —                |
| Stříbrná medaile                         | 11 | Kira Weidleová          | Německo                 | 1:34,47          | +0,20            |
| Bronzová medaile                         | 13 | Lara Gutová-Behramiová  | Švýcarsko               | 1:34,64          | +0,37            |
| 4.                                       | 9  | Ester Ledecká           | Česko                   | 1:34,71          | +0,44            |
| 5.                                       | 14 | Ramona Siebenhoferová   | Rakousko                | 1:34,77          | +0,50            |
| 5.                                       | 8  | Michelle Gisinová       | Švýcarsko               | 1:34,77          | +0,50            |
| 7.                                       | 15 | Tamara Tipplerová       | Rakousko                | 1:34,81          | +0,54            |
| 8.                                       | 19 | Elena Curtoniová        | Itálie                  | 1:35,10          | +0,83            |
| 9.                                       | 5  | Breezy Johnsonová       | USA                     | 1:35,17          | +0,90            |
| 10.                                      | 12 | Ragnhild Mowinckelová   | Norsko                  | 1:35,26          | +0,99            |
| 11.                                      | 18 | Mirjam Puchnerová       | Rakousko                | 1:35,29          | +1,02            |
| 12.                                      | 3  | Laura Pirovanová        | Itálie                  | 1:35,44          | +1,17            |
| 13.                                      | 16 | Marie-Michèle Gagnonová | Kanada                  | 1:35,49          | +1,22            |
| 14.                                      | 17 | Ilka Štuhecová          | Slovinsko               | 1:35,57          | +1,30            |
| 15.                                      | 4  | Nadia Delagová          | Itálie                  | 1:35,69          | +1,42            |
| 16.                                      | 6  | Kajsa Vickhoff Lieová   | Norsko                  | 1:35,70          | +1,43            |
| 17.                                      | 1  | Francesca Marsagliová   | Itálie                  | 1:35,81          | +1,54            |
| 18.                                      | 2  | Jasmina Suterová        | Švýcarsko               | 1:36,00          | +1,73            |
| 19.                                      | 10 | Christine Scheyerová    | Rakousko                | 1:36,26          | +1,99            |
| 20.                                      | 22 | Laura Gauchéová         | Francie                 | 1:36,41          | +2,14            |
| 21.                                      | 27 | Isabella Wrightová      | USA                     | 1:36,47          | +2,20            |
| 22.                                      | 21 | Maruša Ferková          | Slovinsko               | 1:36,53          | +2,26            |
| 23.                                      | 20 | Tiffany Gauthierová     | Francie                 | 1:36,61          | +2,34            |
| 24.                                      | 29 | Jacqueline Wilesová     | USA                     | 1:37,01          | +2,74            |
| 25.                                      | 25 | Elvedina Muzaferijová   | Bosna a Hercegovina     | 1:37,13          | +2,86            |
| 26.                                      | 26 | Laurenne Rossová        | USA                     | 1:37,30          | +3,03            |
| 27.                                      | 24 | Julija Pleškovová       | Ruská lyžařská federace | 1:37,53          | +3,26            |
| 28.                                      | 23 | Greta Smallová          | Austrálie               | 1:37,68          | +3,41            |
| 29.                                      | 30 | Lin Ivarssonová         | Švédsko                 | 1:37,70          | +3,43            |
| 30.                                      | 28 | Ania Monica Caillová    | Rumunsko                | 1:39,04          | +4,77            |
| —                                        | 31 | Nevena Ignjatovićová    | Srbsko                  | nedojela do cíle | nedojela do cíle |
| Závod odstartoval v 11.00 hodin (UTC+1). |    |                         |                         |                  |                  |